# 436 (numero)
Quattrocentotrentasei (436) è il numero naturale dopo il 435 e prima del 437.

## Proprietà matematiche
- È un numero pari.
- È un numero composto con i seguenti 6 divisori: 1, 2, 4, 109, 218, 436. Poiché la somma dei suoi divisori (escluso il numero stesso) è 334 < 436, è un numero difettivo.
- È un numero noncototiente.
- È un numero nontotiente (per cui la equazione φ(x) = n non ha soluzione).
- È un numero congruente.
- È parte delle terne pitagoriche (240, 364, 436), (327, 436, 545), (436, 11877, 11885), (436, 23760, 23764), (436, 47523, 47525).
- È un numero odioso.
- È un numero poligonale centrale.

## Astronomia
- 436P/Garradd è una cometa periodica del sistema solare.
- 436 Patricia è un asteroide della fascia principale del sistema solare.
- NGC 436 è un ammasso aperto della costellazione di Cassiopea.

## Astronautica
- Cosmos 436 è un satellite artificiale russo.